# Jorge Mendoza Garza
Jorge Mendoza Garza es un empresario y político mexicano, miembro del Partido Revolucionario Institucional desde 1972, ha sido directivo de empresas del ramo de medios masivos de comunicación, es Senador el periodo de 2006 a 2012 por el estado de Nuevo León.
Licenciatura en Derecho, Facultad de Derecho en la Universidad Autónoma de Nuevo León, 1970-1975, con la tesis titulada “La concesión del servicio público en el Derecho Público Administrativo”.
Maestría en Administración Pública en el Institut International d’Administration Publique, INAP, Francia, 1975-1976.
Doctorado en Derecho Constitucional e Instituciones Políticas, Université de Paris II, La Sorbona, Francia, 1977-1979, con la tesis titulada “Las relaciones entre el Poder Ejecutivo y el Poder Legislativo en el México contemporáneo”.
Ha sido Vicepresidente de Información y Asuntos Públicos de Televisión Azteca-Grupo Salinas y de 2002 a 2004 fue presidente de la Cámara Nacional de la Industria de la Radio y la Televisión (CIRT), en 2006 fue elegido Senador por la lista nacional del Partido Revolucionario Institucional.

## Primeros años
Hijo de una típica familia de clase media regiomontana. Su padre fue médico del IMSS y su madre ama de casa. Tiene 7 hermanos y desde chico sus padres le inculcaron la responsabilidad del trabajo y el esfuerzo para salir adelante. Está casado desde hace 43 años con Pilar Sánchez Méndez, con quien tiene 3 hijos y 12 nietos. Estudió en la preparatoria No. 2, donde decidió ser abogado. Del 1970 al 1975, se licenció en Derecho en la Facultad de Derecho de la Universidad Autónoma de Nuevo León, con la tesis titulada “La concesión del servicio público en el Derecho Público Administrativo”. En el 1975-1976, ganó una beca para estudiar su Maestría en Administración Pública en el Institut International d’Administration Publique, INAP, Francia. Durante el 1977 al 1979 se Doctoró en Derecho Constitucional e Instituciones Políticas en la Université de Paris II, La Sorbona, Francia, con la tesis titulada “Las relaciones entre el Poder Ejecutivo y el Poder Legislativo en el México contemporáneo”.

## Trayectoria Política
Senador por Nuevo León en el Senado de la República en el periodo de 2006 a 2012.diputado federal en el período 2012-2015, donde presidió las comisiones de Defensa Nacional y la Bicameral de Seguridad Nacional. Su trabajo legislativo impulsó La Reforma de Telecomunicaciones, que redujo hasta en un 40% el costo de la telefonía celular y el internet. así como transitar a la televisión digital terrestre (TDT). Además, se reconoció como derecho humano el acceso de los mexicanos a las tecnologías de la información y comunicación. Las nuevas Leyes en materia de Seguridad: contra el Lavado de Dinero, Protección a Víctimas del Delito, contra la Trata de Personas y la Ley de Ascensos a miembros del Ejército.